# Agostino Depretis

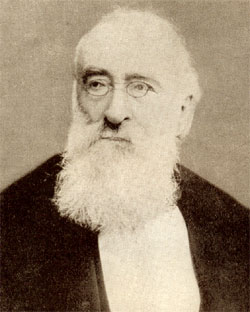
Agostino Depretis

Agostino Depretis (* 31. Januar 1813 in Mezzana bei Stradella; † 29. Juli 1887 in Stradella) war ein italienischer Jurist, Gutsbesitzer und Staatsmann. Er war zwischen 1876 und seinem Tod 1887 mit Unterbrechungen achtmal Präsident des Ministerrats. Mit einer Gesamtregierungszeit von 8 Jahren und 266 Tagen ist er der Ministerpräsident mit der drittlängsten Regierungszeit des Königreichs Italien.

## Leben
Schon seit seiner Jugend war er Anhänger Giuseppe Mazzinis und schloss sich dem Jungen Italien an. Er nahm aktiv an den von Mazzini initiierten Bewegungen teil, so dass er oft in Gefahr geriet, von den Österreichern gefangen zu werden, etwa als er versuchte, den Mailänder Aufständischen Waffen zu besorgen. Nach seiner Wahl zum Abgeordneten im piemontesischen Parlament im Jahre 1848 schloss er sich der Gruppe der Sinistra storica an und gründete die Zeitung Il Diritto. Er übernahm kein offizielles Amt, bis er 1859 zum Gouverneur von Brescia ernannt wurde. 1860 begab er sich auf eine Mission nach Sizilien, um zwischen den Ansichten Cavours und Garibaldis zu vermitteln. Der erstere forderte den sofortigen Anschluss der Insel an das Königreich Italien während der letztere den Volksentscheid für die Ratifizierung auf einen Zeitpunkt nach der geplanten Befreiung Neapels und Roms verschieben wollte. Obwohl er zum vorläufigen Diktator Siziliens ernannt wurde, gelang es Depretis nicht eine Einigung herbeizuführen.
Nachdem er das Amt des Ministers für öffentliche Arbeiten in der Regierung von Urbano Rattazzi im Jahre 1862 angenommen hatte, arbeitete er weiter als Mittelsmann mit Garibaldi bei der Vorbereitung des katastrophalen Zugs in den Aspromonte zusammen. Vier Jahre danach, zu Beginn des Krieges mit Österreich, trat er in die Regierung von Bettino Ricasoli als Minister der Marine ein. Seine Entscheidung dafür, seinen Amtsvorvorgänger, den Admiral Carlo Persano zum Befehlshaber der Flotte zu ernennen, trug zur Niederlage in der Schlacht von Lissa 1866 bei. Seine Unterstützer behaupten jedoch nicht grundlos, dass er als Zivilist ohne militärische Erfahrung niemals große Veränderungen in der Kriegsmarine hätte ausführen können und aufgrund der bevorstehenden Feindseligkeiten gezwungen war, den Entscheidungen seiner Vorgänger zu folgen.
Durch den Tod Urbano Rattazzis stieg Depretis 1873 zum Chef der Linken (d. h. Linksliberalen) auf und führte diese politische Gruppierung 1876 erstmals für längere Zeit in Regierungsverantwortung. Im März 1878 wurde er von seinem innerparteilichen Rivalen Benedetto Cairoli wegen der umstrittenen Einführung einer Getreidesteuer gestürzt, siegte im darauffolgenden Dezember über Cairoli und wurde erneut zum Präsidenten des Ministerrats (Ministerpräsidenten). Am 3. Juli 1879 wurde er ein zweites Mal von Cairoli entmachtet, söhnte sich später jedoch mit diesem aus und trat im November 1879 als Innenminister in das Kabinett Cairoli III ein. Im Mai 1881 wurde er im Kabinett Depretis IV zum vierten Mal Ministerpräsident. Bis zu seinem Tod 1887 bildete er nacheinander noch vier weitere Regierungen.
Während dieser langen Zeitspanne führte er vier Kabinettsumbildungen durch; zunächst schloss er die Anführer der Linken Zanardelli und Alfredo Beccarini aus, um den Rechten entgegenzukommen, darauf ernannte er Ricotti, Robilant und andere Konservative, womit er den später als Trasformismo bezeichneten politischen Prozess zum Ende führte. Wenige Monate vor seinem Tod bereute er diese Umwandlungen und berief Crispi und Zanardelli wieder in seine Regierung.
Weitere bemerkenswerte Regierungsakte waren die Abschaffung der Getreidesteuer, die Ausweitung des Stimmrechts, die Erweiterung des Eisenbahnnetzes, der Beitritt zum Dreibund und die Besetzung Massauas in Eritrea, mit der die Kolonialpolitik Italiens begründet wurde. Andererseits erhöhten die Regierungen unter seiner Führung die indirekten Steuern stark ohne die chronische Krise des italienischen Staatshaushaltes zu überwinden. Durch den Transformismo wurden die originären, am Ende des Risorgimentos entstandenen politischen Parteistrukturen zerstört und durch die persönlichen Gefolgschaften einzelner Führer ersetzt.